# Polgár János
Polgár János (Tura, 1938 –) okleveles építészmérnök. Építészmérnöki oklevelének száma: 1949/i1961. A "Kiváló Dolgozó" kitüntetés, 1973-ban az "Építőipar Kiváló Dolgozója", 1981-ben pedig "Kiváló Munkáért" miniszteri kitüntetés birtokosa. 2010-ben a Budapesti Műszaki és Gazdaságtudományi Egyetem Szenátusa aranydiploma adományozásával ismerte el mérnöki tevékenységét.

## Szakmai tevékenysége
Első munkahelye az ÉM Budapesti Szakipari Vállalat volt. A vállalatnál 1961-től 1984-ig a Fejlesztési Főosztály vezetőjeként dolgozott. Vállalati munkája mellett a BME Építészmérnöki Kar Építéskivitelezési Tanszékén 1974-től óraadóként, 1980-tól mellékfoglalkozású adjunktusként, majd 1984-től főállásban egyetemi adjunktusként dolgozott. Az Országos Szakipari Vállalatnál 1986-tól nyugdíjba vonulásáig műszaki igazgatói beosztásban dolgozott. 1965 óta az ÉTE, majd az ÉTE Szakipari Szakosztály vezetőségi tagja volt. Tevékenységéért 1987-ben ÉTE Érdemérmet kapott. A Szakipari Technika szakmai folyóirat szerkesztőbizottságának tagja, 1970-től a lap szakmai lektora is volt, majd 1988-tól az Építéstechnika folyóirat Szakipari rovatvezetőjeként tevékenykedett. Az Épületszigetelők Magyarországi Szövetségének alapító tagja. A tervezés-kivitelezés, építési szakipari szakterületen építésügyi és igazságügyi szakértőként tevékenykedett. Munkássága elismeréséül több ízben megkapta a "Kiváló Dolgozó" kitüntetést, 1973-ban az "Építőipar Kiváló Dolgozója", 1981-ben pedig "Kiváló Munkáért" miniszteri kitüntetést kapott.

## Szakmai és társadalmi elismerései
- 1973; 1981: Építőipar Kiváló Dolgozója
- 1981: Kiváló Munkáért miniszteri kitüntetés
- 1987: ÉTE Érdemérem
- 2011: Aranydiploma